# Eupithecia maestosa
Eupithecia maestosa là một loài bướm đêm trong họ Geometridae.